# Ebenezer Paul
Ebenezer Paul (* um 1920; † nach 1943) war ein US-amerikanischer Jazzmusiker (Kontrabass, auch Schlagzeug), der mit wichtigen Musikern in der Übergangsphase vom Swing zum Bebop spielte.
Ebenezer Paul spielte in der New Yorker Jazzszene in den frühen 1940er-Jahren – meist in den Sessions im Club Minton’s Playhouse und Clark Monroe’s Uptown House – mit Musikern wie Hot Lips Page und Joe Guy (Trumpet Battle at Minton's), Frankie Newton („There'll Be Some Changes Made“), Charlie Christian („I Got Rhythm“ bzw. „Guys Got to Go“), Harry „Sweets“ Edison (als Solist zu hören in „Hold the Phone“), Charlie Parker, Allan Tinney und Art Tatum („Lady Be Good“, 1941), ferner mit Don Byas und Thelonious Monk. Mitte 1943 gehörte er noch der Formation The Musical Madcaps („Rhythm of the Rhythm Band“ (1942), mit Nick Aldrich, Johnny Cousin, Willie Jones, Al Cowans, Joe Carroll) an; danach verliert sich seine Spur. Im Bereich des Jazz war er laut Tom Lord zwischen 1941 und 1943 an sechs Aufnahmesessions beteiligt.

## Diskographische Hinweise
- Hot Lips Page & Joe Guy: Trumpet Battle at Minton's
- Harry Edison, Hot Lips Page & Roy Eldridge: Sweets, Lips & Lots of Jazz